# Olgaea petri-primi
Olgaea petri-primi là một loài thực vật có hoa trong họ Cúc. Loài này được B.A.Sharipova mô tả khoa học đầu tiên năm 1991.